# Maršal Sovjetske zveze
Maršal Sovjetske zveze (rusko Маршал Совет́ского Союза) je bil najvišji vojaški čin v Sovjetski zvezi (višji je bil generalisim Sovjetske zveze, ki pa je bil čisti politični naziv), ki je bil ustanovljen 22. septembra 1935. V vojni mornarici mu je ustrezal admiral ladjevja Sovjetske zveze.
Obstajal je tudi čin maršala - poveljnika posameznega rodu kopenske vojske, zračnih sil itd., ki je bil nižji od ranga maršala Sovjetske zveze. Maršal letalstva Sovjetske zveze je bil npr. Aleksander Novikov (1900-1976).
Zunanji znak maršalov je bila maršalska zvezda. V obdobju hladne vojne so podelili naziv maršala tudi nekaj politikom (Bulganin, Brežnjev, Ustinov), že med 2. svetovno vojno tudi vrhovnemu poveljniku Stalinu, ki so zanj leta 1945 po vzoru na rusko carsko tradicijo ustanovili še višji čin, Generalisimus Sovjetske zveze, a mu ni bil nikoli uradno podeljen, ker naj bi zavrnil njegov prevzem. Čin generalisimusa so leta 1984 sicer ponovno uvedli, a ga niso podelili nikomur. 
Po razpadu Sovjetske zveze je adekvaten čin Maršalu SZ Maršal Ruske federacije.

## Seznam maršalov po datumu napredovanja
- Kliment Jefremovič Vorošilov (20. november 1935) (1881-1969)
- Semjon Mihajlovič Budjoni (20. november 1935) (1883-1973)
- Aleksander Iljič Jegorov (20. november 1935) (1883-1939)
- Mihail Nikolajevič Tuhačevski (20. november 1935) (1893-1937)
- Vasilij Konstantinovič Bljuher (20. november 1935) (1890-1938)
- Boris Mihajlovič Šapošnikov (7. maj 1940) (1882-1945)
- Semjon Konstantinovič Timošenko (7. maj 1940) (1895-1970)
- Grigorij Ivanovič Kulik (7. maj 1940) (1890-1950)
- Georgij Konstantinovič Žukov (18. januar 1943) (1896-1974)
- Aleksander Mihajlovič Vasiljevski (16. februar 1943) (1895-1977)
- Josif Visarijonovič Džugašvili - Stalin (6. marec 1943) (1878-1953)
- Ivan Stepanovič Konjev (20. februar 1944) (1897-1973)
- Leonid Aleksandrovič Govorov (18. junij 1944) (1897-1955)
- Konstantin Konstantinovič Rokosovski (29. junij 1944) (1896-1968)
- Rodion Jakovljevič Malinovski (10. september 1944) (1898-1967)
- Fjodor Ivanovič Tolbuhin (12. september 1944) (1894-1949)
- Kiril Afanasjevič Mereckov (26. oktober 1944) (1897-1968)
- Lavrentij Pavlovič Berija (9. julij 1945) (1899-1953)
- Vasilij Danilovič Sokolovski (3. julij 1947) (1897-1968)
- Nikolaj Aleksandrovič Bulganin (3. november 1947) (1895-1975)
- Ivan Kristoforovič Bagramjan (11. marec 1955) (1897-1982)
- Sergej Semjonovič Birjuzov (11. marec 1955) (1904-1964)
- Andrej Antonovič Grečko (11. marec 1955) (1903-1976)
- Andrej Ivanovič Jerjomenko (11. marec 1955) (1892-1974)
- Kiril Semjonovič Moskalenko (11. marec 1955) (1902-1985)
- Vasilij Ivanovič Čujkov (11. marec 1955) (1900-1982)
- Matvej Vasiljevič Zaharov (8. maj 1959) (1898-1972)
- Filip Ivanovič Golikov (6. maj 1961) (1900–1980)
- Nikolaj Ivanovič Krilov (28. maj 1962) (1903-1972)
- Ivan Ignatijevič Jakubovski (12. april 1967) (1912-1976)
- Pavel Fjodorovič Baticki (15. april 1968) (1910-1984)
- Peter Kirilovič Koševoj (15. april 1968) (1904-1976)
- Leonid Iljič Brežnjev (7. maj 1976) (1906-1982)
- Dimitrij Fjodorovič Ustinov (30. julij 1976) (1908-1984)
- Viktor Georgijevič Kulikov (14. januar 1977) (1921-2013)
- Nikolaj Vasiljevič Ogarkov (14. januar 1977) (1917-1994)
- Sergej Leonidovič Sokolov (17. februar 1978) (1911-2012)
- Sergej Fjodorovič Ahromejev (25. marec 1983) (1923-1991)
- Semjon Konstantinovič Kurkotkin (25. marec 1983) (1917-1990)
- Vasilij Ivanovič Petrov (25. marec 1983) (1917-2014)
- Dimitrij Timofejevič Jazov (28. april 1990) (1924-2020)